# Cuauhtémoc Cárdenas Solórzano
Cuauhtémoc Cárdenas Solórzano (Mèxic DF, 1 de maig de 1934) és un polític mexicà, fundador del Partit de la Revolució Democràtica (PRD), el qual el considera el "líder moral", i que l'ha proposat com a candidat a la presidència de Mèxic en tres eleccions federals.
Fill de l'ex president mexicà Lázaro Cárdenas del Río, Cuauhtémoc pertanyia al Partit Revolucionari Institucional (PRI). Se'n separà en considerar que el partit havia abandonat els principis de la Revolució Mexicana. Fou candidat a president de la República en les eleccions de 1988, del Partit Autèntic de la Revolució Mexicana, al qual s'afegiren el Partit Popular Socialista i el Partit del Front Cardenista de Reconstrucció Nacional i formaren la coalició del Front Democràtic Nacional, amb altres partits petits. Obtingué la segona posició en unes controvertides eleccions en què les tendències l'afavorien, però en què fou declarat guanyador el candidat oficial Carlos Salinas de Gortari. Es realitzaren manifestacions multitudinàries per protestar el suposat frau electoral i la "caiguda del sistema de còmput" dels vots. Cárdenas optà per una revolució pacífica, i fundà el Partit de la Revolució Democràtica, el qual el postulà com a candidat en les eleccions del 1994 i el 2000. Fou elegit cap de govern del Districte Federal—la ciutat de Mèxic—el 1997. Fou coordinadors de les festes del bicentenari de la independència de Mèxic i el centenari de la Revolució Mexicana, a commemorar-se el 2010, però renuncià al càrrec el 2006.
Cárdenas és un polític d'esquerra. Ha criticat els governs de Carlos Salinas de Gortari, Ernesto Zedillo i Vicente Fox. S'oposa al neoliberalisme i proposa una política social més forta.